# Paul Murry
Paul Murry (Saint Joseph, 25 de novembro de 1911 - Palmdale, 4 de Agosto de 1989) foi um desenhista norte-americano que ficou especialmente conhecido por desenhar quadrinhos Disney das aventuras do Mickey entre 1950 e 1984. Com exceção das tiras de jornal, foram nada menos que 412 histórias com a participação do camundongo, tendo, em 330 delas, o Mickey como personagem principal

## Biografia
O início da vida profissional de Paul Murry foi como fazendeiro. Mais tarde, decidiu ser desenhista e, em 1937, começou a trabalhar em uma empresa de impressão. O dono da empresa o contratou depois de ter visto os desenhos feitos por Murry nas bordas de um formulário de perguntas enviado pelo desenhista a um concurso. Nesse concurso, Murry ganhou um piano novo, instrumento que, no ano seguinte, financiaria sua viagem a Hollywood para um período de experiência num emprego na Disney.
Naquela época, os quadrinhos Disney eram publicados apenas nas tiras de jornal. Assim, Paul Murry inicialmente procurou emprego como animador nos desenhos da Disney para o cinema. Trabalhou principalmente para Fred Moore, que era um dos principais animadores da Disney e que, essencialmente, havia criado o Mickey moderno. Essa foi a razão principal que mais estimulou Murry a, posteriormente, desenhar os quadrinhos do Mickey. Além dos curta-metragens, o desenhista trabalhou nos longas Pinóquio, Dumbo, Você já foi à Bahia? e A canção do Sul, todos contendo personagens que, mais tarde, utilizaria nas histórias em quadrinhos que desenharia.
Paul Murry produziu quadrinhos para a Disney de 1943 até 1984, e, apesar de nunca ter roteirizado uma história sequer, desenhou um total de 757 histórias, entre tiras de jornal e histórias publicadas em revistas, a maior parte destas para a editora Dell Comics. Por suas mãos, além do Mickey, Pateta, Minnie e Pluto, passaram personagens tão distintos como o Zé Carioca, o galo Panchito, personagens da turma da floresta (Coelho Quincas, Lobão e Lobinho, Zé Grandão e João Honesto, Grilo Falante, entre outros), além do Superpateta, Gilberto, os vilões Mancha Negra e João Bafodeonça, etc. Seu último trabalho foi publicado em Walt Disney's Comics and Stories nº 510, quando a revista foi descontinuada, sendo retomada somente dois anos mais tarde, pela editora Gemstone. Os anos finais do desenhista, até seu falecimento em 1989, aparentemente não foram devotados aos quadrinhos e nem ao Mickey.

## Quadrinhos Disney

### O início nas tiras de jornal
Paul Murry estreou nos quadrinhos Disney co-desenhando, juntamente com Bob Grant, a primeira história do Zé Carioca, publicada nas tiras diárias de jornal entre 1942 e 1943. A estreia de Murry ocorreu na tira publicada em 7 de março de 1943. O roteirista foi Hubie Karp e o também desenhista Dick Moores arte-finalizou o desenho de Murry. Nos anos seguintes, até 1946, Murry ficou apenas desenhando para as tiras de jornal.
Além de mais umas poucas tiras com o Zé Carioca, Murry também trabalhou com o Panchito, num total de 53 Pranchas dominicais (sunday strips), o Coelho Quincas, 10 histórias, compostas por várias sundays, e o Mickey, 30 tiras diárias e 4 histórias completas, compostas por várias dailies, 3 delas em parceria com outros desenhistas.
Seu primeiro trabalho com o camundongo foi justamente a primeira dessas 4 histórias, O Segredo dos Fantasmas (The House of Mystery), desenhada a 6 mãos, juntamente com Floyd Gottfredson e Dick Moores, com roteiro de Bill Walsh. A história foi publicada nas tiras diárias de jornal entre 13 de novembro de 1944 e 27 de janeiro de 1945. Depois dela, vieram uma história sem título, composta por 6 tiras diárias (daily strips), The New Girlfriend (12 dailies) e Mickey's Mini-plane (18 dailies).

### A migração para as revistas
Mesmo que Paul Murry seja mais conhecido por desenhar aventuras do Mickey, especialmente para as revistas Walt Disney's Comics and Stories e Mickey Mouse, sua primeira história em quadrinhos desenhada especialmente para uma revista teve o Coelho Quincas como personagem principal. A história O Amigo Coelho (Brer Fox an' de Stolen Goobers), com roteiro de Chase Craig e arte-final de Carl Buettner, foi publicada na revista Four Color Comics nº 129, de dezembro de 1946.
Entre 1946 e 1949, Murry desenhou 15 histórias, alternando entre o Coelho Quincas (sempre com roteiro de Chase Craig) e o Lobinho. Importante destacar, neste período, o primeiro trabalho de Murry publicado na revista que o tornaria famoso nos anos seguintes, a Walt Disney's Comics and Stories. A estreia do desenhista naquela publicação ocorreu no nº 76, de janeiro de 1947, em uma história do Coelho Quincas, O Pudim Vapt-Vupt (The Whipme-Whopme Pudding).
Por razões desconhecidas, Paul Murry não desenhou nenhuma história no ano de 1948, fato que se repetiria em 1952 e em 1983.

### As primeiras histórias com o Mickey
A primeira história solo desenhada por Murry, tendo o Mickey como personagem principal, foi O Monstro Marinho (The Monster Whale), publicada originalmente em Vacation Parade nº 1, de julho de 1950. Naquele ano, entretanto, o desenhista não trabalhou mais com o camundongo. Murry desenhou outras 19 histórias em 1950, sendo 16 delas com o Pato Donald, 2 com Tico e Teco e uma com a Vovó Donalda.
Em 1951 foram mais duas histórias longas com o Mickey, The Mystery of the Double-Cross Ranch e The Ruby Eye of Homar-Guy-Am, ambas publicadas na Four Color Comics, além de duas histórias de uma página, publicadas na mesma revista. Porém, Murry já começava a diversificar seu leque de personagens, pois além do Mickey e Pato Donald, também desenhou histórias tendo o Pateta, a Minnie e o Pluto como personagens principais.
Aliás, as histórias de Murry tendo a Minnie como personagem principal foram pouquíssimas (apenas 5). Já com o Pluto, Murry trabalhou bastante. Foram 77 histórias tendo o cachorro do Mickey como personagem principal. Desenhou, ainda, 55 histórias tendo o Pateta como personagem principal, sendo 27 delas histórias de apenas uma página (one pages).

### A parceria com Carl Fallberg
Desde o final dos anos '40, a revista Walt Disney's Comics and Stories publicava histórias seriadas com o Mickey, histórias essas que se estendiam por mais de uma edição da revista. No início, eram apenas roteiros reaproveitados das tiras de jornal, mas, depois, alguns desenhistas e roteiristas foram testados em histórias inéditas. Porém, em  maio de 1953 foi publicado o primeiro seriado desenhado por Murry, O Último Refúgio (The Last Resort), originalmente publicada em  Walt Disney's Comics and Stories nºs 152, 153 e 154, entre maio e julho de 1953, com roteiro do veterano Carl Fallberg.
A parceria com o roteirista rendeu um total de 97 histórias, e estendeu-se até 1972, com Os Piratas de Porto Plácido (The Pirates of Port Placid). Destas 97 histórias, 44 foram publicadas na Walt Disney's Comics and Stories, sendo 38 delas histórias seriadas com o Mickey. Abaixo, a relação desses 38 seriados.
| Título original                  | Título em português               | Publicação original | Data                                 |
| -------------------------------- | --------------------------------- | ------------------- | ------------------------------------ |
| The Last Resort                  | O Último Refúgio                  | WDC 152 a 154       | maio a julho de 1953                 |
| The Lens Hunters                 | O Caçador de Diamantes            | WDC 158 a 160       | novembro de 1953 a janeiro de 1954   |
| The Case of the Vanishing Bandit | O Caso do Bandido que Desaparecia | WDC 161 a 163       | fevereiro a abril de 1954            |
| Ridin' the Rails                 | Perigo na Ferrovia                | WDC 173 a 175       | fevereiro a abril de 1955            |
| The Lost City                    | A Cidade Perdida                  | WDC 176 a 178       | maio a julho de 1955                 |
| Yesterday Ranch                  | O Rancho Bons e Velhos Tempos     | WDC 179 a 181       | agosto a outubro de 1955             |
| The Marvelous Magnet             | O Magneto Maravilhoso             | WDC 182 a 184       | novembro de 1955 a janeiro de 1956   |
| The Vanishing Railroad           | O Comboio Assaltado               | WDC 185 a 187       | fevereiro a abril de 1956            |
| The Case of the Hungry Ghost     | O Fantasma que Tinha Fome         | WDC 188 a 190       | maio a julho de 1956                 |
| The Pirates of Tabasco Bay       | Os Piratas de Tabasco             | WDC 191 a 193       | agosto a outubro de 1956             |
| The Great Stamp Hunt             | Em Busca do Selo da Fortuna       | WDC 194 a 196       | novembro de 1956 a janeiro de 1957   |
| The Legend of Loon Lake          | A Lenda do Lago Grande            | WDC 197 a 199       | fevereiro a abril de 1957            |
| The Phantom Fires                | O Fogo Fantasma                   | WDC 200 a 202       | maio a julho de 1957                 |
| The Crystal Ball Quest           | A Bola de Cristal                 | WDC 203 e 204       | agosto e setembro de 1957            |
| The Sunken City                  | A Cidade Naufragada               | WDC 205 a 207       | outubro a dezembro de 1957           |
| The Mystery of Lonely Valley     | O Mistério do Vale Solitário      | WDC 208 a 210       | janeiro a março de 1958              |
| The Castaways of Whale Bay       | Os Náufragos da Baía da Baleia    | WDC 211 a 213       | abril a junho de 1958                |
| The Idol of Moaning Island       | O Ídolo da Ilhota Uivante         | WDC 214 a 216       | julho a setembro de 1958             |
| The Threat of the Stone-Eaters   | A Ameaça dos Comedores de Pedra   | WDC 217 a 219       | outubro a dezembro de 1958           |
| The Monster of Sawtooth Mountain | O Monstro da Neve                 | WDC 220 a 222       | janeiro a março de 1959              |
| Alaskan Adventure                | Aventura no Alasca                | WDC 223 a 225       | abril a junho de 1959                |
| The Fantastic Fog                | O Nevoeiro Fantástico             | WDC 226 a 228       | julho a setembro de 1959             |
| Pineapple Poachers               | Os Ladrões de Abacaxi             | WDC 234 a 236       | março a maio de 1960                 |
| Mickey's Strange Mission         | A Estranha Missão de Mickey       | WDC 243 a 245       | dezembro de 1960 a fevereiro de 1961 |
| The Moon-Blot Plot               | Os Inimigos do Luar               | WDC 246 a 248       | março a maio de 1961                 |
| The Golden Touch                 | O Toque de Ouro                   | WDC 249 a 251       | junho a agosto de 1961               |
| The Great Giveaway Mystery       | O Mistério das Margaridas         | WDC 252 a 254       | setembro a novembro de 1961          |
| The Mystery of Misery Mesa       | O Mistério do Planalto da Penúria | WDC 255 a 257       | dezembro de 1961 a fevereiro de 1962 |
| The Missing Merchantman          | A Escuna Perdida                  | WDC 258 a 260       | março a maio de 1962                 |
| The Incredible Box Top Plot      | O Caso do Petroleiro Engenhoso    | WDC 261 a 263       | junho a agosto de 1962               |
| The Treasure of El Dorado        | O Tesouro de Eldorado             | WDC 264 a 266       | setembro a novembro de 1962          |
| The Secret of the Ancient Incas  | O Segredo dos Antigos Incas       | WDC 274 a 276       | julho a setembro de 1963             |
| Undercover Mountie               | Os Bandidos Misteriosos           | WDC 277 a 279       | outubro a dezembro de 1963           |
| The Phantom Ship                 | O Navio Fantasma                  | WDC 290 a 292       | novembro de 1964 a janeiro de 1965   |
| The Case of the Dazzling Hoo-Doo | O Estranho Feitiço da Marcha à Ré | WDC 330 a 332       | março a maio de 1968                 |
| The River Pirates                | Os Piratas do Rio                 | WDC 336 a 338       | setembro a novembro de 1968          |
| The Viking Stone Mystery         | A Pedra dos Vikings               | WDC 370 a 372       | julho a setembro de 1971             |
| The Pirates of Port Placid       | Os Piratas de Porto Plácido       | WDC 374 a 376       | novembro de 1971 a janeiro de 1972   |

### As demais histórias seriadas
Além das histórias seriadas em parceria com Carl Fallberg, mencionadas acima, Paul Murry desenhou outras 27 histórias para a Walt Disney's Comics and Stories, sendo duas delas com roteiro reaproveitado das tiras de jornal, conforme relação abaixo:
| Título original                        | Título em português                          | Roteirista       | Publicação original | Data                                          | Observação          |
| -------------------------------------- | -------------------------------------------- | ---------------- | ------------------- | --------------------------------------------- | ------------------- |
| The Mysterious Crystal Ball            | A Bola de Cristal                            |                  | WDC 164 a 166       | maio a julho de 1954                          |                     |
| The Lost Legion                        | Mickey na Legião Estrangeira                 |                  | WDC 167 a 169       | agosto a outubro de 1954                      |                     |
| The Magic Rope                         | A Corda Mágica                               |                  | WDC 170 a 172       | novembro e dezembro de 1954 e janeiro de 1955 |                     |
| The Bar None Ranch                     | O Desfiladeiro do Beco sem Saída             | Merrill De Maris | WDC 229 a 233       | outubro de 1959 a fevereiro de 1960           | Roteiro reutilizado |
| An Education for Thursday              | Um Selvagem na Cidade                        | Merrill De Maris | WDC 237 a 241       | junho a outubro de 1960                       | Roteiro reutilizado |
| The Return of the Phantom Blot         | A Volta do Mancha Negra                      |                  | WDC 284 a 286       | maio a julho de 1964                          |                     |
| Trapped on Wreckers Reef               | Os Saqueadores de Náufragos                  |                  | WDC 296 a 298       | maio a julho de 1965                          |                     |
| The Treasure of Oomba Loomba           | O Tesouro de Umba Lumba                      |                  | WDC 313 a 316       | outubro de 1966 a janeiro de 1967             |                     |
| The Red Wasp Mystery                   | O Mistério do Vespa Vermelha                 | Cecil Beard      | WDC 317 a 319       | fevereiro a abril de 1967                     |                     |
| Lair of the Zoomby                     | No Covil do Pássaro Zumbidor                 |                  | WDC 320 a 322       | maio a julho de 1967                          |                     |
| Trapped in Time                        | Perdidos no Tempo                            |                  | WDC 323 a 326       | agosto a novembro de 1967                     |                     |
| Peril at Panther Pass                  | A Cilada do Desfiladeiro                     |                  | WDC 333 a 335       | junho a agosto de 1968                        |                     |
| The Strange Case of Professor Zero     | A Fórmula Secreta do Professor Zero          |                  | WDC 339 a 341       | dezembro de 1968 a fevereiro de 1969          |                     |
| The Secret of Shipnappers' Cove        | A Aventura do Bule de Ming                   |                  | WDC 342 a 344       | março a maio de 1969                          |                     |
| The Sinking City                       | A Cidade que Afundava                        |                  | WDC 345 a 347       | junho a agosto de 1969                        |                     |
| The Sorcerer of Donnybrook Castle      | O Feiticeiro do Castelo Mal-Assombrado       |                  | WDC 351 a 353       | dezembro de 1969 a fevereiro de 1970          |                     |
| Chief Bigfoot and the Ghost Warriors   | O Chefe Pé-Grande e os Guerreiros Fantasmas  |                  | WDC 354 a 356       | março a maio de 1970                          |                     |
| Journey to No-No Land                  | Jornada à Terra de Nin-Guém                  |                  | WDC 357 a 359       | junho a agosto de 1970                        |                     |
| The Sign of the Scorpion               | O Signo do Escorpião                         |                  | WDC 360 a 362       | setembro a novembro de 1970                   |                     |
| The Mystery of the Counterfeit Masters | O Mistério das Telas e Pintores Falsificados |                  | WDC 363 a 365       | dezembro de 1970 a fevereiro de 1971          |                     |
| Kingdom in the Clouds                  | O Reino Entre as Nuvens                      |                  | WDC 366 a 368       | março a maio de 1971                          |                     |
| The Golden Helmet                      | O Elmo de Ouro                               |                  | WDC 377 a 379       | fevereiro a abril de 1972                     |                     |
| Message in a Nutshell                  | Mensagem na Casca de Noz                     |                  | WDC 380 a 382       | maio a julho de 1972                          |                     |
| The Mystery Monster from Smoggy Bog    | O Monstro do Pântano da Neblina              |                  | WDC 383 a 385       | agosto a outubro de 1972                      |                     |
| The Old Pirate's Mansion               | A Mansão do Velho Pirata                     |                  | WDC 386 a 388       | novembro e dezembro de 1972 e janeiro de 1973 |                     |
| The Case of the Talking Tooth          | O Caso do Dente Falante                      |                  | WDC 389 a 391       | fevereiro a abril de 1973                     |                     |
| Flight of the Dragon                   | A Invasão de Dragões                         |                  | WDC 392 a 394       | maio a julho de 1973                          |                     |

### A série Álbum de Fotos
Uma série interessante da Disney era o chamado "Álbum de Fotos", em que os personagens iniciavam a história mostrando uma fotografia em um álbum como mote para o desenrolar da história. O interessante era que, por vezes, os personagens que apareciam no splash panel mostrando e comentando a fotografia não participavam da história. Desenhistas como Tony Strobl, Jack Bradbury, Al Hubbard e Dick Moores (entre outros) passaram pela série, o mesmo acontecendo com roteiristas do quilate de Carl Fallberg e Vic Lockman. Paul Murry contribuiu com 16 histórias, quais sejam:
| Título original                  | Título em português             | Roteirista      | Publicação original | Data             | Personagem principal |
| -------------------------------- | ------------------------------- | --------------- | ------------------- | ---------------- | -------------------- |
| The Fountain of Youth            | A Fonte da Juventude            |                 | DDBP 5              | julho de 1958    | Coelho Quincas       |
| The Golden Sea Shell             |                                 | Carl Fallberg   | DDBP 6              | agosto de 1959   | Mickey e Pateta      |
| The Bashful Brute                | A Bela e a Fera                 | Vic Lockman     | DDBP 6              | agosto de 1959   | Colimério e Sucupira |
| Mickey Mouse with Uncle Boomer   | Acidentes na Ferrovia           | Carl Fallberg   | FCC 1057            | novembro de 1959 | Mickey               |
| Mickey Mouse with Cousin Moocher | O Primo Miquelino               | Carl Fallberg   | FCC 1057            | novembro de 1959 | Mickey               |
| Mickey Mouse with Ben Ali Maus   | Mickey no Oriente Médio         | Carl Fallberg   | FCC 1057            | novembro de 1959 | Mickey               |
| Mickey Mouse with Uncle Mukluk   | O Tio do Alasca                 | Carl Fallberg   | FCC 1057            | novembro de 1959 | Mickey               |
| Mickey Mouse with Cousin Digger  | Mickey na Austrália             | Carl Fallberg   | FCC 1057            | novembro de 1959 | Mickey               |
| Menace in Venice                 | Aventura Em Veneza              | Carl Fallberg   | FCC 1151            | novembro de 1960 | Mickey               |
| A Lulu of a Luau                 | Um Verão Lá no Havaí            | Carl Fallberg   | FCC 1151            | novembro de 1960 | Mickey               |
| Bear Bait                        | Ursos e Ursadas                 | Carl Fallberg   | FCC 1151            | novembro de 1960 | Mickey               |
| The Rare Reward                  | Uma Recompensa Rara             | Carl Fallberg   | FCC 1151            | novembro de 1960 | Mickey               |
| Comic Opera                      | Ópera Cômica                    |                 | DOS 518             | agosto de 1962   | Mickey               |
| The Jetboat Job                  | Jato-Patetadas                  | Don Christensen | DOS 518             | agosto de 1962   | Mickey               |
| The Piano Blues                  | Piano para Lá ... Piano para Cá |                 | DOS 518             | agosto de 1962   | Mickey               |
| The Late, Late Show              | TVendando                       |                 | DOS 518             | agosto de 1962   | Mickey               |

- DDBP = Donald Duck Beach Party
- FCC = Four Color Comics
- DOS = Dell One Shots

### As histórias para o Disney Studio
Entre 1963 e 1968, além de produzir para a Dell Comics, Paul Murry desenhou 11 histórias para o Disney Studio. Curiosamente, apenas umas poucas destas foram publicadas nos Estados Unidos até o momento. As 11 histórias desenhadas por Murry para o Disney Studio são:
| Título original             | Título em português       | Roteirista  | Data              | Personagem principal |
| --------------------------- | ------------------------- | ----------- | ----------------- | -------------------- |
| No Fun For The Wolf         | Tiros pela Culatra        |             | 1963              | Lobinho              |
| Daisy's Surprise Party      | O Dia das Surpresas       |             | junho de 1966     | Margarida            |
| The Lion Hunt               | Titio Boa-Conversa        |             | 1964              | Mickey               |
| Mickey's Hidden Talent      | O Artista por Engano      |             | 1964              | Mickey               |
| Toy-Power Tycoon            | A Força dos Brinquedos    | Chase Craig | 1964              | Professor Pardal     |
| Proof Positive              | O Queijo da Lua           |             | 1964              | Professor Ludovico   |
| Aunt Terrible Finds Trouble | A Tia Terrível            |             | janeiro de 1964   | Lobinho              |
| The Scientific Age          | Ciência a Pontapés        |             | fevereiro de 1964 | Mickey               |
| The Molasses Well           | A Justiça dos Espertos    |             | março de 1964     | Coelho Quincas       |
| Case of the Cuddly Crook    | Os Orelhudos Atacam!      |             | 1968              | Mickey               |
| The Great Invention         | O Grande Invento sem Nome |             | setembro de 1968  | Mickey               |

### O Mancha Negra e o Superpateta
Nos anos 1960, Paul Murry foi o responsável pela popularização do antigo personagem Mancha Negra, criado por Floyd Gottfredson em 1939, ao desenhar uma série de histórias em que esse vilão enfrentava o Mickey e o Superpateta. A primeira história de Murry com o Mancha Negra foi A Volta do Mancha Negra (The Return of the Phantom Blot), de 1964. Outra história interessante foi A Bruxa Adormecida no Bosque (The Phantom Blot Meets Mad Madam Mim), de 1965, em que o roteirista Bob Ogle faz a Madame Min apaixonar-se perdidamente pelo vilão, situação que foi posteriormente explorada em outras histórias envolvendo o Mancha Negra e a Min. Neste período, Murry desenhou apenas 8 histórias longas com o Mancha Negra, além de 7 one pages, mas foram histórias marcantes. Abaixo, a relação dessas 8 histórias longas:
| Título original                             | Título em português                  | Roteirista  | Publicação original | Data                  |
| ------------------------------------------- | ------------------------------------ | ----------- | ------------------- | --------------------- |
| The Return of the Phantom Blot              | A Volta do Mancha Negra              |             | WDC 284 a 287       | maio a agosto de 1964 |
| The Phantom Blot Meets the Mysterious Mr. X | Mancha Negra Volta a Atacar!         |             | PB 1                | julho de 1964         |
| The Phantom Blot Meets Super Goof           | Mancha Negra Encontra o Super-Pateta | Del Connell | PB 2                | abril de 1965         |
| Culprits, Inc.                              | As Sementes da Árvore do Dinheiro    |             | PB 3                | julho de 1965         |
| The Phantom Blot Meets Mad Madam Mim        | A Bruxa Adormecida no Bosque         | Bob Ogle    | PB 4                | outubro de 1965       |
| The Crown of Tasbah                         | A Coroa de Tasbah                    |             | PB 5                | abril de 1966         |
| Secret Sea Raider                           | O Navio Pirata Voador                |             | PB 6                | julho de 1966         |
| The Case of the Disappearing Diamonds       | A Marca do Mancha                    | Bob Ogle    | PB 7                | novembro de 1966      |

- PB = The Phantom Blot

Apenas em 1977 Murry voltaria a trabalhar com o Mancha Negra, em uma série de 8 histórias para a Walt Disney's Comics and Stories, a maioria delas curtas histórias de 8 páginas, mas certamente sem o brilho de antes.
O Superpateta foi outro grande sucesso de Paul Murry. Sobre este personagem, aliás, há duas curiosidades interessantes. A primeira tentativa de criar-se o herói foi na história Mancha Negra Encontra o Super-Pateta (The Phantom Blot Meets Super Goof), de 1965, mencionada na tabela acima, em que o Pateta apenas pensa ter superpoderes. Posteriormente, o roteirista Dell Connell criou a história O Super-Trapalhão (All's Well that Ends Awful), de 1965, na qual o Superpateta obtinha os seus poderes por meio de uma capa construída pelo Professor Pardal. Para efeitos de origem do personagem, entretanto, é considerada a história O Ladrão de Zanzipar (The Thief of Zanzipar), de 1965, com roteiro de Bob Ogle. É nela que os superamendoins aparecem pela primeira vez. Murry desenhou 18 histórias longas com o super-herói no período entre 1965 e 1978, além de 8 one pages, em um total de 28 histórias. Abaixo está a relação das 18 histórias longas de Murry com o Superpateta:
| Título original                   | Título em português                  | Roteirista  | Publicação original | Data              |
| --------------------------------- | ------------------------------------ | ----------- | ------------------- | ----------------- |
| The Phantom Blot Meets Super Goof | Mancha Negra Encontra o Super-Pateta | Del Connell | PB 2                | abril de 1965     |
| All's Well that Ends Awful        | O Super-Trapalhão                    | Del Connell | DD 102              | julho de 1965     |
| The Thief of Zanzipar             | O Ladrão de Zanzipar                 | Bob Ogle    | SG 1                | outubro de 1965   |
| The Vanishing Zoo                 | O Zoológico Invisível                | Bob Ogle    | SG 1                | outubro de 1965   |
| The Strange Case of Dr. Syclocks  | O Estranho Caso do Dr. Tictac        | Bob Ogle    | SG 2                | fevereiro de 1966 |
| The Giant Windoola Jade           | O Jade Gigante de Mungunzula         |             | SG 3                | maio de 1966      |
| Super Goof Meets Super Thief      | O Superenigmático Dr. Estigma        |             | SG 4                | setembro de 1966  |
| The Twister Resisters             | A Onda dos Redemoinhos               |             | SG 5                | dezembro de 1966  |
| Super Goof vs. the Cold Ray       | O Raio Frio                          |             | SG 6                | março de 1967     |
| The Rocket Robbers                | Roubar Foguetes é Fogo               |             | WDCD 1              | maio de 1968      |
| The Paste-Up Job                  | Cola...borando com a Justiça         |             | WDCD 2              | julho de 1968     |
| Mighty Mover                      | Transporte é o meu Forte             |             | WDCD 3              | agosto de 1968    |
| Paper Peril                       | Que Papelão                          |             | WDCD 6              | dezembro de 1968  |
| The Case of the Flying Umbrella   | O Guarda-Chuva Voador                |             | WDCD 9              | março de 1969     |
| The Spray Can Caper               |                                      |             | WDCD 15             | setembro de 1969  |
| The Misfit Matador                | O Grande Toureiro                    |             | WDCD 16             | outubro de 1969   |
| A Clean Sweep                     | Varrendo A Onda do Crime             |             | SG 16               | fevereiro de 1971 |
| he Secret Key Mystery             | A Chave do Mistério                  |             | WDC 449             | fevereiro de 1978 |

- DD = Donald Duck
- SG = Super Goof
- WDCD = Walt Disney Comics Digest

### Outras primeiras aparições nos quadrinhos
Além do Superpateta, Murry desenhou as primeiras aparições nos quadrinhos de vários personagens. Da turma da floresta foram o Coelho Quincas, Zé Grandão, João Honesto, Zé Veloz, Neco Ati, Zé da Estrada e Compadre Coruja. Desenhou também as primeiras aparições de Ivanzinho (primo malvado do Lobinho), Tia Malvina Maléfica e Tio Maunuel (tios malvados do Lobão), Urso Colimério e o guarda florestal Sucupira, Tio Martinho, Primo Miquelino, Tio Miguelzinho, Primo Austregésilo e Matilde (todos parentes do Mickey, mostrados em histórias curtas da série Álbum de Fotografias Disney), Ben Ali Michel (vilão de uma dessas histórias curtas) e Barzan das Selvas.
Porém, algumas dessas primeiras aparições são dignas de nota. Dois outros super-heróis Disney dos quadrinhos surgiram pelas mãos de Murry:
- o Supergilberto, na história A Onda dos Redemoinhos (The Twister Resisters),[32] de 1966, e
- o Vespa Vermelha, em O Mistério do Vespa Vermelha (The Red Wasp Mystery),[33] de 1967, com roteiro de Cecil Beard. Curiosamente, esta história foi a única desenhada por Murry com o Vespa Vermelha. O personagem foi, posteriormente, aproveitado em histórias brasileiras, especialmente nas aventuras do Clube dos Heróis.

Dentre os vilões que apareceram nos quadrinhos pela primeira vez pelo traço de Murry merecem ser mencionados:
- o Fuinha (antigamente chamado de Escovinha, no Brasil), eterno comparsa do João Bafodeonça, que teve sua primeira aparição na história Captures the Range Rustlers,[34] de 1951;
- o Dundum, vilão ocasional das histórias do Mickey, que surgiu em O Fogo Fantasma (The Phantom Fires),[35] história com roteiro de Carl Fallberg, de 1957;
- o Dr. X, que surgiu nos quadrinhos, em 1964, em uma história do Mancha Negra, Mancha Negra Volta a Atacar! (The Phantom Blot Meets the Mysterious Mr. X);[36]
- o Dr. Tictac, que apareceu em 1966 na história O Estranho Caso do Dr. Tictac (The Strange Case of Dr. Syclocks),[37] com roteiro de Bob Ogle;
- o Dr. Estigma e seu assistente Igor, que surgiram em uma aventura do Superpateta, de 1966, O Superenigmático Dr. Estigma (Super Goof Meets Super Thief);[38]
- a dupla de malfeitores Kid Mônius e Ted Tampinha, que surgiram em 1966, na história O Tesouro de Umba Lumba (The Treasure of Oomba Loomba),[39] e
- o Dr. Tempo, inimigo do Superpateta, que apareceu em O Raio Frio (Super Goof vs. The Cold Ray),[40] de 1967.

Os últimos personagens a surgirem pelo traço de Paul Murry foram Tiraprosa de Chumbo Grosso, seu cavalo Malhado, sua eterna "fã" Chica e o Delegado Patusco, na história Quando um Bravo Correu (When you Show your Gums ... Smile!), de 1969.

### A trilogia da P.I.
Em 1966 Murry desenhou o Mickey como um super-agente secreto, seguindo o estilo dos filmes de James Bond, na conhecida Trilogia da P.I.. A série de três histórias em que Mickey e Pateta são recrutados pela P.I. - Polícia Internacional, com argumento de Don Christensen, foi desenhada a 4 mãos, juntamente com  Don Spiegle, que se encarregou de desenhar as figuras humanas, e publicada originalmente em Mickey Mouse nºs 107 a 109, entre abril e outubro de 1966. São elas:
- O Super-Agente Secreto: Operação Unidade Invisível (Mickey Mouse Super Secret Agent: Assignment Time-Lock);[42]
- O Superagente Secreto: Um Porta-Aviões no Céu (Mickey Mouse Super Secret Agent: Aircraft Carrier at 2 O'Clock High),[43] e
- O Super-Agente Secreto: O Mistério do Desfiladeiro da Neblina (Mickey Mouse Super Secret Agent: The Mystery at Misty Gorge).[44]

Mickey e Pateta receberam, nessas aventuras, os codinomes de "Abóbora 3" e "Abacaxi", respectivamente, e, além de treinamento em artes marciais, disfarces, comunicações e explosivos, receberam armamentos especiais e um veículo aero-terrestre-anfíbio, A Coisa (The Thing), para seus deslocamentos nas missões para as quais são designados.

### A série Teatro Disney
Entre 1965 e 1966 foram publicadas uma série de 14 histórias, em que os personagens Disney parodiam clássicos da literatura mundial. A série ficou conhecida como Teatro Disney e Paul Murry desenhou 8 dessas histórias. As demais ficaram a cargo de Tony Strobl. Abaixo, a relação das histórias com desenho de Paul Murry:
| Título original                                | Título em português                            | Roteirista  | Publicação original | Data              | Paródia                                     |
| ---------------------------------------------- | ---------------------------------------------- | ----------- | ------------------- | ----------------- | ------------------------------------------- |
| Robin Mickey and the Sheriff of Blottingham    | Nos Tempos De Robin Hood                       |             | MM 99               | fevereiro de 1965 | Robin Hood                                  |
| Ali Scrooge and the Forty Beagles              | Ali Patinhas e os Quarenta Metralhas           | Vic Lockman | WDC 302             | novembro de 1965  | Ali Babá e os 40 Ladrões                    |
| Treasure Island A-Yo-Ho                        | A Outra Ilha do Tesouro                        | Vic Lockman | WDC 303             | dezembro de 1965  | A Ilha do Tesouro                           |
| King Mickey and the Knights of the Hound Table | O Rei Mickey e os Cavaleiros da Távola Redonda | Vic Lockman | WDC 304             | janeiro de 1966   | Rei Artur e Os Cavaleiros da Távola Redonda |
| Rip van Goofy                                  | Dudu Patetus                                   |             | WDC 305             | fevereiro de 1966 | Rip van Winkle                              |
| The Swiss Family Mouse'n'Sons                  | A Família do Robinson Mickey                   | Vic Lockman | WDC 306             | março de 1966     | Os Robinsons Suíços                         |
| A Lad 'n' His Lamp                             | A Lâmpada Mágica de Aladim Mickey              | Vic Lockman | WDC 308             | maio de 1966      | Aladim e a Lâmpada Maravilhosa              |
| Gullible's Travels                             | Guliver Mickey                                 | Vic Lockman | WDC 310             | julho de 1966     | As Viagens de Gulliver                      |

### Outras histórias de época
Além das histórias da série Teatro Disney, Murry também gostava de ambientar o Mickey e o Pateta (e, eventualmente, a Minnie) em histórias do passado, como no Velho Oeste ou no tempo dos piratas. A explicação sempre era que uma máquina do tempo os havia levado à época em questão. Abaixo, uma lista dessas histórias:
| Título original            | Título em português         | Roteirista    | Publicação original | Data                                          | Época                          |
| -------------------------- | --------------------------- | ------------- | ------------------- | --------------------------------------------- | ------------------------------ |
| Peril at Panther Pass      | A Cilada do Desfiladeiro    |               | WDC 333 a 335       | junho a agosto de 1968                        | Velho Oeste                    |
| The Viking Raiders         | Os Vikings Invasores        | Carl Fallberg | MM 116              | fevereiro de 1968                             | Inglaterra Medieval            |
| The River Pirates          | Os Piratas do Rio           | Carl Fallberg | WDC 336 a 338       | setembro a novembro de 1968                   | Velho Oeste                    |
| The Pirates of Port Placid | Os Piratas De Porto Plácido | Carl Fallberg | WDC 374 a 376       | novembro e dezembro de 1971 e janeiro de 1972 | Mar das Caraíbas, Século XVIII |

### O final da carreira
Depois da última história seriada publicada na Walt Disney's Comics and Stories, que foi A Invasão de Dragões (Flight of the Dragon), de 1974, Murry ficou alternando-se entre a WDC e a Mickey Mouse, produzindo histórias menores do que as seriadas de 24 págs. A única exceção foi A Ilha dos Monstros (Monster Island), história com estrutura de 24 págs., mas publicada de uma só vez em Mickey Mouse nº 149, de junho de 1974.
No período final de sua carreira, Murry desenhou 13 histórias, que foram publicadas na Mickey Mouse, e 71 histórias, que foram publicadas na Walt Disney's Comics and Stories. Destas últimas, 62 foram produzidas em uma estrutura fixa de 8 págs., que foi o padrão no final da carreira do desenhista.

### A última história
A última história de Paul Murry publicada em vida foi The Remot Control Caper, na Walt Disney's Comics and Stories nº 510, de 1984.

### Histórias publicadas após o falecimento de Paul Murry
Após o falecimento do desenhista foram publicadas, na Dinamarca, 3 histórias, sendo que nenhuma delas, curiosamente, saiu até o momento nos Estados Unidos. São elas:
| Título original   | Título em português     | Data             |
| ----------------- | ----------------------- | ---------------- |
| The Dream House   | A Casa dos Sonhos       | junho de 2004    |
| Too Many Monsters | Muitos, Muitos Monstros | setembro de 2004 |
| The Clone Plot    | Projeto Clone           | março de 2005    |

## Murry como capista Disney
Além das histórias em quadrinhos, Paul Murry também desenhou muitas capas para as revistas Disney publicadas pela Dell Comics. Foram produzidas um total de 228 capas, entre 1951 e 1981. A primeira capa produzida pelo desenhista saiu em Four Color Comics nº 313, de fevereiro de 1951, edição que publicou, entre outras, a história The Mystery of the Double-Cross Ranch, de Murry. A última capa produzida foi para a edição nº 210 de Mickey Mouse, de fevereiro de 1981, que publicou duas histórias de Murry: A Baleia Assassina (Whale of a Mystery) e Temporada Atribulada (Dude Ranch Rustlers).

## Murry fora da Disney
Além das inúmeras histórias que Paul Murry produziu para a Disney, o desenhista também trabalhou nas revistas em quadrinhos do Pica-Pau, de Walter Lantz, e nas tiras de jornal do personagem Buck O'Rue, ao lado do roteirista Dick Huemer, no início dos anos '50.

## Publicações

### Em Portugal
O primeiro número da primeira revista mensal do Mickey lançada em Portugal, em abril de 1980, pela Editora Abril, contava com três histórias suas:
- Em Busca do Selo da Fortuna (The Great Stamp Hunt),[55] publicada originalmente em Walt Disney's Comics and Stories nºs 194 a 196, entre novembro de 1956 e janeiro de 1957, com o Mickey e o Pateta;
- Uma história sem nome de 1953, com o Mickey, o Pluto e Chiquinho e Francisquinho, e
- Intelijumência (I.Q. Switcheroo),[56] publicada originalmente em Donald Duck nº 62, de novembro de 1958, com o Pateta, o Gilberto, a Minnie, o Mickey, a Clarabela e o Horácio.

### No Brasil
No Brasil, Paul Murry foi publicado pela primeira vez na revista O Pato Donald nº 2, de agosto de 1950, da Editora Abril, com a história O Amigo Coelho (Laffin' Place), publicada originalmente em dezembro de 1946, na revista Four Color Comics nº 129. A história contava com o Coelho Quincas, o João Honesto e o Zé Grandão.
Em dezembro de 2009, Murry ganhou uma edição especial de 196 págs., "As Grandes Aventuras do Mickey", contendo 12 histórias do desenhista.
Em setembro de 2016, a Editora Abril publicou mais uma edição especial (capa dura, 484 págs.) dedicada ao desenhista, da série "Disney de Luxo", com praticamente o mesmo título, "As Grandes Aventuras de Mickey", contendo 24 histórias, entre elas as inéditas O Rubi de Omar Salgado (The Ruby Eye of Homar-Guy-Am), O Rancho Bons e Velhos Tempos (Yesterday Ranch), Perigo na Ferrovia (Ridin' the Rails) e A Diligência Fantasma (Ghost Stage).